# Gratian Mundadan
Gratian Mundadan (ur. 15 maja 1933 w Alangad) – indyjski duchowny syromalabarski, w latach 1977-2009 biskup Bijnor.

## Życiorys
Święcenia kapłańskie przyjął 17 maja 1964. W 1972 mianowany został egzarchą apostolskim Bijnor. 26 lutego 1977 został prekonizowany biskupem Bijnor. Sakrę biskupią otrzymał 6 listopada 1977. 14 sierpnia 2009 przeszedł na emeryturę.